# Casaramona
Casaramona és una masia de Sora (Osona) inclosa a l'Inventari del Patrimoni Arquitectònic de Catalunya.

## Descripció
Edifici civil orientat a llevant amb teulada a dues vessants. La part dreta de la façana principal hi ha una galeria orientada a migdia.
Davant de la casa hi ha una gran era així com una cabana de grans dimensions que destaca per la seva harmonia.
L'edifici de la casa està renovat de l'any 1817 i la cabana el 1814.

## Història
Aquesta masia està documentada des del 1040. L'any 1093 es anomenat "mansus Raimundi", a l'any 1317 encara se l'anomenava "mansi Raimundi de Pino" i pertanyia a la Cambreria de Sant Joan de les Abadesses.
Serà a partir del segle xv que se l'anomenarà Casaramona conservant encara dit cognom.